# T–40
A T–40 a második világháború idején használt szovjet könnyű úszó harckocsi. 1939 elején fejlesztették ki a moszkvai 37. sz. üzemben Nyikolaj Asztrov vezetésével. 1939 decemberében rendszeresítették a Munkás-paraszt Vörös Hadseregben. Sorozatgyártása a 37. sz. üzemben folyt 1941 decemberéig, utána a modernebb és nagyobb teljesítményű T–60 könnyű harckocsi váltotta fel a gyártósoron. Összesen 722 db készült belőle. 1941–1942-ben részt vett a második világháború harcaiban. Ezt követően a megmaradt példányokat kiképzési célokra használták a háború végéig, majd végleg kivonták a hadrendből. A T–40 szolgált alapul az első szovjet önjáró tüzérségi rendszer, a harckocsi-alvázra épített BM–8–24 önjáró rakéta-sorozatvető kialakításához. Két példánya maradt fenn, amelyeket a Kubinkai Harckocsi Múzeumban állítottak ki.

## Külső hivatkozások
- Igor Gosztyev: Nacsalo vojni: ot T-40 do T-70, in: Za ruljom, 1989/10
- A T-40 Vaszilij Csobitok páncélos honlapján (oroszul)
- A T-40 a The Russian Battlefield oldalán (oroszul) Archiválva 2007. szeptember 29-i dátummal a Wayback Machine-ben